# Ада Йонат
Ада Йонат (на иврит: עדה יונת) е израелска кристалографка, най-известна с работата си по структурата на рибозомите. Тя е носителка на Нобелова награда за химия от 2009 г. заедно с Венкатраман Рамакришнан и Томас Щайц за работата им по структурата и функцията на рибозомите. Тя е първата жена нобелов лауреат в областта на науката от Близкия Изток.

## Ранен живот и образование
Ада Лифшиц е родена в Йерусалим на 22 юни 1939 г. Родителите ѝ са ционистки евреи, които емигрират в Палестина от Здунска Воля, Полша през 1933 г., преди основаването на държавата Израел. Баща ѝ е равин. Семейството се заселва в Йерусалим и има магазин, но трудно свързва двата края. Живеят в претъпкано жилище с още няколко семейства. Въпреки бедността си, семейството ѝ я изпраща в училище в изискан квартал, за да са сигурни, че ще получи добро образование. Когато баща ѝ умира на 42-годишна възраст, семейството се премества в Тел Авив. Като малка, Йонат се вдъхновява от Мария Кюри. Тя се завръща в Йерусалим, където завършва Еврейския университет с бакалавърска степен по химия през 1962 г. и магистърска степен по биохимия през 1964 г. През 1968 г. защитава докторската си дисертация в института Вайцман, след като изучава структурата на колагена чрез рентгенова кристалография.

## Научна дейност
След докторантурата си Йонат заема постдокторантски позиции в университета „Карнеги Мелън“ (1969) и Масачузетския технологичен институт (1970). Докато е в Масачузетския технологичен институт, тя прекарва известно време в лабораторията на бъдещия нобелов лауреат Уилям Липскъм. Именно там тя се вдъхновява да изследва големите структури.
През 1970 г. тя установява единствената в продължение на много години лаборатория за протеинова кристалография в Израел. В периода 1977 – 1978 г. е гост-професор в Чикагския университет. От 1979 до 1984 г. е лидер на група в Института за молекулярна генетика „Макс Планк“ в Берлин.
Йонат се съсредоточава върху механизмите зад протеиновия биосинтез, използвайки рибозомна кристалография – поле на изследване, което тя започва въпреки значителния скептицизъм от страна на международната научна общност. През 2000 – 2001 г. тя определя цялостните структури във висока резолюция на рибозомните подединици и открива универсалния симетричен регион, който предоставя основата и води процеса на полипептидна полимеризация. Впоследствие тя показва, че рибозомата е рибозим, което прави неговите субстрати в стереохимията подходящи за образуване на пептидни връзки и за катализа чрез субстрат. През 1993 г. тя визуализира маршрута, който поемат зараждащите се протеини – рибозомния тунел. Освен това, Йонат изяснява начините на действие на повече от 20 антибиотика, изследва механизмите на резистентността и синергията, дешифрира структурната основа на антибиотичната селективност и показва ключовата ѝ роля в клиничните изследвания, като по този начин полага основите на структурно-базирано проектиране на лекарства. В областта на рибозомната кристалография, Йонат въвежда нови техники, които впоследствие стават стандартни в структурната биология и позволяват провеждането на сложни проекти.
През 2009 г. е наградена с Нобелова награда за химия и става първата израилтянка, носителка на наградата. Все пак, тя заявява, че няма нищо особено в това жена да спечели наградата.